# Trần Mỹ Hà
Trần Mỹ Hà (sinh ngày 5 tháng 5, 1956) là đạo diễn phim truyền hình của Hãng phim Truyền hình Thành phố Hồ Chí Minh (TFS). Ông được biết đến qua phim điện ảnh duy nhất của mình là Hải Nguyệt, và các phim điện ảnh truyền hình: Dòng đời, Chuyện ngã bảy và các phim dài tập: Blouse trắng, Hàn Mặc Tử.
Trần Mỹ Hà đã thành công khi lựa chọn những diễn viên không chuyên vào phim của mình như Hồng Ánh từ một diễn viên múa, 18 tuổi đến vai chính trong Hải Nguyệt; Tạ Minh Tâm từ một ca sĩ vào vai bác sĩ Hùng phim Blouse trắng; Tăng Thanh Hà, một cô học sinh phổ thông vào vai Mộng Cầm, phim Hàn Mặc Tử.

## Tiểu sử và sự nghiệp
Trần Mỹ Hà sinh ngày 5 tháng 5 năm 1956, tại Bình Thuận, nhưng sinh trưởng tại Đà Lạt. Năm 1972, ông học lớp Quay phim của Trường Điện ảnh Việt Nam khóa VII, khóa học do Trung ương Cục Miền Nam mở, chung với đạo diễn Việt Linh và Nguyễn Minh Trí, đều thuộc Xưởng phim Giải Phóng. Năm 1979, ông về công tác tại Đài Truyền hình Thành phố Hồ Chí Minh. Khi đài thành lập Hãng phim TFS năm 1995, ông là một trong những đạo diễn đầu tiên sản xuất phim cho Hãng. Bộ phim điện ảnh truyền hình Giữa dòng do ông đạo diễn, giành được giải Bông sen vàng cho phim video, đạo diễn xuất sắc, nữ diễn viên xuất sắc, quay phim xuất sắc và một giải kỹ thuật tại Liên hoan phim Việt Nam lần thứ 11, năm 1996. Đến năm 1998, ông thực hiện bộ phim điện ảnh Hải Nguyệt, phim điện ảnh đầu tay và cũng là duy nhất của ông tính đến 2023. Hải Nguyệt giành được giải A của Hội Điện ảnh Việt Nam năm 1999. Ngoài phim truyện, Trần Mỹ Hà còn thành công với thể loại phim tài liệu như: Hạt lúa và nước mặn, Thời gian vĩnh cửu...
Năm 1997, đạo diễn Trần Mỹ Hà được phong tặng danh hiệu Nghệ sĩ Ưu tú.
Từ những năm 2000, Trần Mỹ Hà chuyển sang làm phim truyền hình dài tập và thành công với Blouse trắng giành giải Cánh diều Bạc tại Giải Cánh diều lần thứ I; Không có gì và không một ai giành Huy chương Bạc tại Liên hoan phim truyền hình toàn quốc lần thứ 35,....
Năm 2016, ông nghỉ hưu.

## Giải thưởng
Chỉ tính giải thưởng cho phim và Trần Mỹ Hà
| Năm              | Sự kiện                                        | Giải thưởng     | Hạng mục            | Nhận giải                   | Chú thích                                                             |
| Quay phim        | Quay phim                                      | Quay phim       | Quay phim           | Quay phim                   | Quay phim                                                             |
| ---------------- | ---------------------------------------------- | --------------- | ------------------- | --------------------------- | --------------------------------------------------------------------- |
| 1983             | Liên hoan phim Việt Nam lần thứ 6              | Giải Đặc biệt   | Phim tài liệu       | Hoài bão người nuôi rắn     | [ 3 ]                                                                 |
| 1983             | Liên hoan phim Việt Nam lần thứ 6              | Đoạt giải       | Quay phim xuất sắc  | Trần Mỹ Hà                  | Các phim tài liệu: Cửa sổ tâm hồn, Tiếng đàn, Hoài bão người nuôi rắn |
| Vai trò đạo diễn |                                                |                 |                     |                             |                                                                       |
| 1985             | LHP Việt Nam lần thứ 7                         | Bông sen Bạc    | Phim tài liệu       | Hạt lúa vùng nước mặn       |                                                                       |
| 1985-1992        | LHP truyền hình toàn quốc                      | Huy chương vàng | Phim tài liệu       | Ma túy - S.O.S              | [ 2 ]                                                                 |
| 1985-1992        | LHP truyền hình toàn quốc                      | Huy chương vàng | Phim tài liệu       | Tập đoàn tư bản Nhà nước    | [ 2 ]                                                                 |
| 1985-1992        | LHP truyền hình toàn quốc                      | Huy chương vàng | Phim tài liệu       | Cửa sổ tâm hồn              | [ 2 ]                                                                 |
| 1985-1992        | LHP truyền hình toàn quốc                      | Huy chương vàng | Phim tài liệu       | Hàng lậu qua biên giới      | [ 2 ]                                                                 |
| 1985-1992        | LHP truyền hình toàn quốc                      | Huy chương bạc  | Phim tài liệu       | Bác Hồ với Tây Nguyên       | [ 2 ]                                                                 |
| 1985-1992        | LHP truyền hình toàn quốc                      | Huy chương bạc  | Phim tài liệu       | Cây và Người                | [ 2 ]                                                                 |
| 1985-1992        | LHP truyền hình toàn quốc                      | Huy chương bạc  | Phim tài liệu       | Người con gái cao su        | [ 2 ]                                                                 |
| 1995             | Giải thưởng Hội Điện ảnh TP.HCM                | Đoạt giải       | Phim tài liệu       | Phố cổ Hội An               | [ 2 ]                                                                 |
| 1996             | Liên hoan phim Việt Nam lần thứ 11             | Đoạt giải       | Đạo diễn phim video | Trần Mỹ Hà                  | phim Giữa dòng                                                        |
| 1996             | Liên hoan phim Việt Nam lần thứ 11             | Bông sen Vàng   | Phim video          | Giữa dòng / Chị Quyên       | [ 8 ] [ 9 ]                                                           |
| 1996             | Liên hoan phim Việt Nam lần thứ 11             | Bông sen bạc    | Phim tài liệu       | Thời gian vĩnh cửu          | [ 1 ]                                                                 |
| 1997             | Giải thưởng Hội Điện ảnh Việt Nam 1996         | Giải A          | Phim tài liệu       | Thời gian vĩnh cửu          |                                                                       |
| 1998             | LHP truyền hình toàn quốc 1998                 | Huy chương vàng | Phim video          | Chuyện ngã bảy              | [ 3 ]                                                                 |
| 2003             | Giải Cánh diều 2002                            | Cánh diều Bạc   | Phim truyền hình    | Blouse trắng                |                                                                       |
| 2015             | Liên hoan phim truyền hình Việt Nam lần thứ 35 | Huy chương Bạc  |                     | Không có gì và không một ai |                                                                       |
| 2016             | Giải Cánh diều 2015                            | Bằng khen       | Phim truyền hình    | Không có gì và không một ai |                                                                       |

## Tác phẩm
| Năm        | Phim                                        | Định dạng            | Sản xuất             | Chú thích |
| ---------- | ------------------------------------------- | -------------------- | -------------------- | --------- |
| trước 1983 | Tiếng đàn mềm mại của em                    | Phim tài liệu        |                      |           |
| trước 1983 | Cửa sổ tâm hồn                              | Phim tài liệu        |                      |           |
| 1983       | Hoài bão người nuôi rắn                     | Phim tài liệu        |                      |           |
| 1993       | Cuộc nổi dậy lịch sử                        | Phim tài liệu        | TFS                  |           |
| 1994       | Tranh thủy mặc Lý Khắc Nhu                  | Phim tài liệu        | TFS                  |           |
| 1985-1992  | Ma túy SOS / Nỗi đau này không của riêng ai | Phim tài liệu        |                      | [ 11 ]    |
| 1985-1992  | Hạt lúa và nước mặn                         | Phim tài liệu        |                      |           |
| 1985-1992  | Bác Hồ với Tây Nguyên                       | Phim tài liệu        |                      |           |
| 1985-1992  | Người con gái cao su                        | Phim tài liệu        |                      |           |
| 1985-1992  | Cây và Người                                | Phim tài liệu        |                      |           |
| 1985-1992  | Tập đoàn tư bản Nhà nước                    | Phim tài liệu        |                      |           |
| 1985-1992  | Hàng lậu qua biên giới                      | Phim tài liệu        |                      |           |
| 1995       | Thời gian vĩnh cửu                          | Phim tài liệu        | TFS                  | [ 1 ]     |
| 1995       | Cúng trăng                                  | Phim tài liệu        | TFS                  | [ 1 ]     |
| 1995       | Non nước Ngũ Hành Sơn                       | Phim tài liệu        | TFS                  |           |
| 1995       | Bước khởi đầu                               | Phim tài liệu        | TFS                  |           |
| 1995       | Phố cổ Hội An                               | Phim tài liệu        | TFS                  | [ 1 ]     |
| 1995       | Giữa dòng                                   | Điện ảnh truyền hình | TFS                  | [ 1 ]     |
| 1996       | Hương sắc mùa xuân                          | Phim tài liệu        | TFS                  |           |
| 1996       | Chuyện ngã bảy / Tiếng đờn kìm              | Điện ảnh truyền hình | TFS                  |           |
| 1998       | Ông cá hô                                   | Điện ảnh truyền hình | TFS                  |           |
| 1998       | Hải Nguyệt                                  | Điện ảnh             | Hãng phim Giải Phóng |           |
| 2004       | Hàn Mặc Tử                                  | Ngắn tập             | TFS                  |           |
| 2002       | Blouse trắng                                | Dài tập              | TFS                  |           |
| 2005       | Bình Thuận - Hội tụ xanh                    | Phim tài liệu        |                      |           |
| 2008       | Thám tử tư                                  | Dài tập              | TFS                  |           |
| 2010       | Đời                                         | Dài tập              | TFS                  | [ 12 ]    |
| 2012       | Ngày hôm qua                                | Dài tập              | TFS                  |           |
| 2014       | Không có gì và không một ai                 | Dài tập              | TFS                  |           |
| 2018       | Miền xanh                                   | Dài tập              | TFS                  |           |